# Carl Ekecrantz (1870–1923)

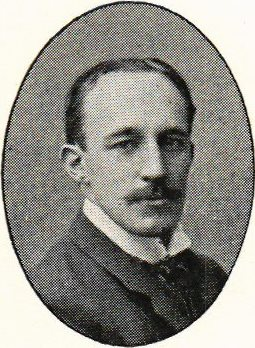
Carl Walter Ekecrantz.

Carl Walter Ekecrantz, född 4 november 1870 i Stockholm, död 4 februari 1923 i Katrineholm, var en svensk läkare. Han var son till Walter Ekecrantz.
Ekecrantz avlade studentexamen i Stockholm 1889, medicine kandidat vid Karolinska institutet i Stockholm 1896 och medicine licentiat där 1903. Han var tillförordnad underläkare vid Karlstads lasarett 1903–1904, tillförordnad provinsialläkare i Nysätra distrikt 1905, biträdande läkare vid Uppsala hospital och underläkare vid Uppsala asyl 1907–1908, biträdande läkare vid Härnösands hospital 1908–1913, tillförordnad biträdande läkare vid Vadstena hospital 1913 och dito vid Kristinehamns hospital 1914–1915. Han var praktiserande läkare i Katrineholm från 1915 till sin död och tillika järnvägsläkare vid linjerna Valla–Baggetorp och Graversfors–Katrineholm från 1917.